# Gabriel Paul
Pour les articles homonymes, voir Paul.
Gabriel Paul, né le 27 janvier 1918 à Brest et mort le 20 décembre 2015 à Brest, est un homme politique français. Membre du Parti communiste français, il a été député du Finistère.

## Biographie
Fils de cheminot, Gabriel Paul poursuit ses études jusqu'au brevet d’enseignement primaire supérieur et devient secrétaire comptable.
Employé à l'arsenal de Brest, il commence à militer à la CGT en 1936. Il adhère au Parti communiste clandestin en janvier 1942 et rejoint les Francs tireurs et partisans (FTP) dont il organise les maquis dans le Morbihan, puis le Finistère.
Élu cinq fois de suite à l'Assemblée nationale, Gabriel Paul déploie une grande activité parlementaire. Membre de la commission du travail et de la sécurité sociale, il intervient pour l'amélioration de la vie syndicale dans les entreprises, la revalorisation des salaires, la majoration des allocations familiales, l'augmentation des pensions et indemnités des anciens combattants ou encore la reconstruction du port de Brest.
De 1977 à 1983, il est vice-président, chargé des transports, à la Communauté urbaine de Brest.
Il meurt le 20 décembre 2015 à l'âge de 97 ans.

## Détail des fonctions et des mandats
Mandats parlementaires
- 21 octobre 1945 - 10 juin 1946 : Député du Finistère
- 2 juin 1946 - 27 novembre 1946 : Député du Finistère
- 10 novembre 1946 - 4 juillet 1951 : Député du Finistère
- 17 juin 1951 - 1er décembre 1955 : Député du Finistère
- 2 janvier 1956 - 8 décembre 1958 : Député du Finistère